# Dash (kryptoměna)
Dash (dříve známý jako Digital Cash, Darkcoin a XCoin) je internetová open source peer-to-peer kryptoměna, která nabízí okamžité transakce (InstantSend), transakce zaručující soukromí (PrivateSend) a díky tomu plnou zastupitelnost jednotek měny.

## Historie
Kryptoměna Dash vznikla 18. ledna 2014 odštěpením od Bitcoinu. Jejím tvůrcem je Evan Duffield. Kryptoměna nesla nejprve název Xcoin, ale o měsíc později ji tvůrce přejmenoval na Darkcoin. Svůj současný název Dash (zkráceně Digital cash) získala až 25. března 2015 posledním přejmenováním jejího tvůrce.
Již samotné spuštění kryptoměny Dash, tehdy se měna ještě jmenovala Xcoin, provázela výrazná kontroverze. Samotný autor Dashe Evan Duffield zneužil chyby v těžícím algoritmu X11 a během prvních dvou dnů vytěžil 10 % (cca 2 milióny) všech tokenů kryptoměny. Za chybu se následně omluvil, ale tokeny nikdy nevrátil.
Přesto patřil Dash od roku 2016 mezi 5 nejpopulárnějších kryptoměn a také se dočkal spolu s dalšími kryptoměnami raketového růstu. Ještě 18. února 2017 jeden token kryptoměny Dash stál pouhých 20,05 dolarů, ale již o rok později se jeho vyšplhala na 729,08 dolarů. Svého maxima Dash dosud dosáhl 21. prosince 2017. Tehdy byla jeho cena 1600 dolarů.
K 18. červnu 2019 je hodnota kryptoměny rovna 159,39 dolarů a její celková kapitalizace dosahuje částky 1 414 miliónů dolarů. Mezi kryptoměnami je z hlediska kapitalizace až na 14. místě.
Dne 22. května 2023 došlo k problémům během aktivace Dash Core v19, což vedlo k zastavení produkce bloků v blockchainu Dash.

## Charakteristika
Kryptoměna Dash vychází z principu Bitcoinu a ke svému fungování využívá stejnou technologii blockchain. Tvorba jednoho bloku však trvá v průměru 2,5 minuty, přičemž u Litecoinu je to mezi dvěma až třemi minutami a u Bitcoinu cca 10 minut. Od Bitcoinu se liší také šifrováním postaveným na dvouvrstvé síti. Na jedné vrstvě se uskutečňuje skrze tzv. masternode potvrzování transakcí a na druhé správa a udržování serverů. Rozdíl je i v tom, že těžaři nejsou odměňováni za ověřování transakcí, ale za provoz těchto serverů.
Velikou výhodou oproti Bitcoinu je možnost úplné anonymity transakcí. K tomu se využívá mód PrivateSend, který dokáže skrýt adresu odesílatele i transakční historii převedené měny. Ověření transakce trvá díky systému Instasend pouze 4 sekundy.
Masternode je pak prostředek pro zachování anonymity transakcí v rámci sítě. Je to speciální peněženka, kterou zprovozní uživatel vložením alespoň 1000 jednotek Dash a neustálým připojením k síti, aby k ní byl možný permanentní přístup. Její funkce pak spočívá v mixování odesílané jednotky s aktivovaným PrivateSend s těmi, které jsou v peněžence provozovatele masternode. Odesílané jednotky se smíchají s jednotkami se zcela jinou transakční historií, čímž dojde k zachování anonymity odesílatele. Provozovatelé masternode jako odměnu získávají 45 % z poplatků za vytěžený blok.

## Přehled

### PrivateSend
PrivateSend je coin-mixingová služba původně založená na CoinJoinu. Pozdější iterace používají pokročilejší pre-mixingové denominace uvnitř uživatelských peněženek. Implementace PrivateSendu také umožňuje masternodám odeslat transakci speciálním síťovým kódem nazývaným DSTX, to zaručuje dodatečné soukromí uživatelům díky deadchange problému přítomném v dalších implementacích Coinjoinu jako je například DarkWallet nebo CoinShuffle.
DarkSend změnil název na PrivateSend v červenci 2016.
V současné implementaci přidává soukromí k transakcím kombinováním identických vstupů od více uživatelů. Díky identickým vstupů nemohou být transakce přímo vystopovány, čímž je skryt tok měny. PrivateSend také dělá Dash plně "zastupitelným" díky mixingu měny ve stejných denominacích s dalšími peněženkami zaručuje stejnou hodnotu všech jednotek měny.

### Masternody
Mixing v PrivateSendu je vykonáván Masternodami, servery operujícími v decentralizované síti, které mají odpovědnost za podepisování transakcí. Pro každé kolo PrivateSendu, si uživatel vybere z dvou až osmi kol mixingu, což vede k rozdílným úrovním anonymity. Náhodné masternody jsou poté zvoleny aby vykonaly mixing měny. Masternody jsou důvěru-nevyžadující kryptografickou technologií, to znamená, že uživatelům nemohou ukrást měnu a kombinací mnoha Masternod je dosaženo toho, že žádný uzel nemá plnou znalost vstupů a výstupů v tomto procesu. Přibližně dvě desítky Masternodů se nacházejí i v Česku.
K předejítí Sybil útoku, tedy procesu kdy je peer-to-peer síť převzata "špatnými činitely", je vždy vyžadován pro každou jednotlivou Masternodu kolaterál pro její připojení do druhého stupně sítě. V současnosti je kolaterál stanoven na 1000 DASH. Jako incentiva pro provozovatele masternod je 45% podíl na odměně z těžby nové měny.

## Získávání kryptoměny Dash
Aby se v roce 2019 těžba nejznámějších kryptoměn jako Bitcoin, Ethereum či Litecoin vyplatila, je třeba mít po ruce obrovský výpočetní výkon a levný zdroj elektrické energie. 
Stále je tu však možnost jednotky Dash koupit, což nabízí většina on-line burz, jako např.: BitFinex, Bittrex či Binance.

## Alternativy
Zerocoin, Cloakcoin a DarkNet také mají vestavěné mixingové služby jako součást blockchainové sítě. Dash, jako jediný je odolný Sybil útoku.